# Mike Moncsek

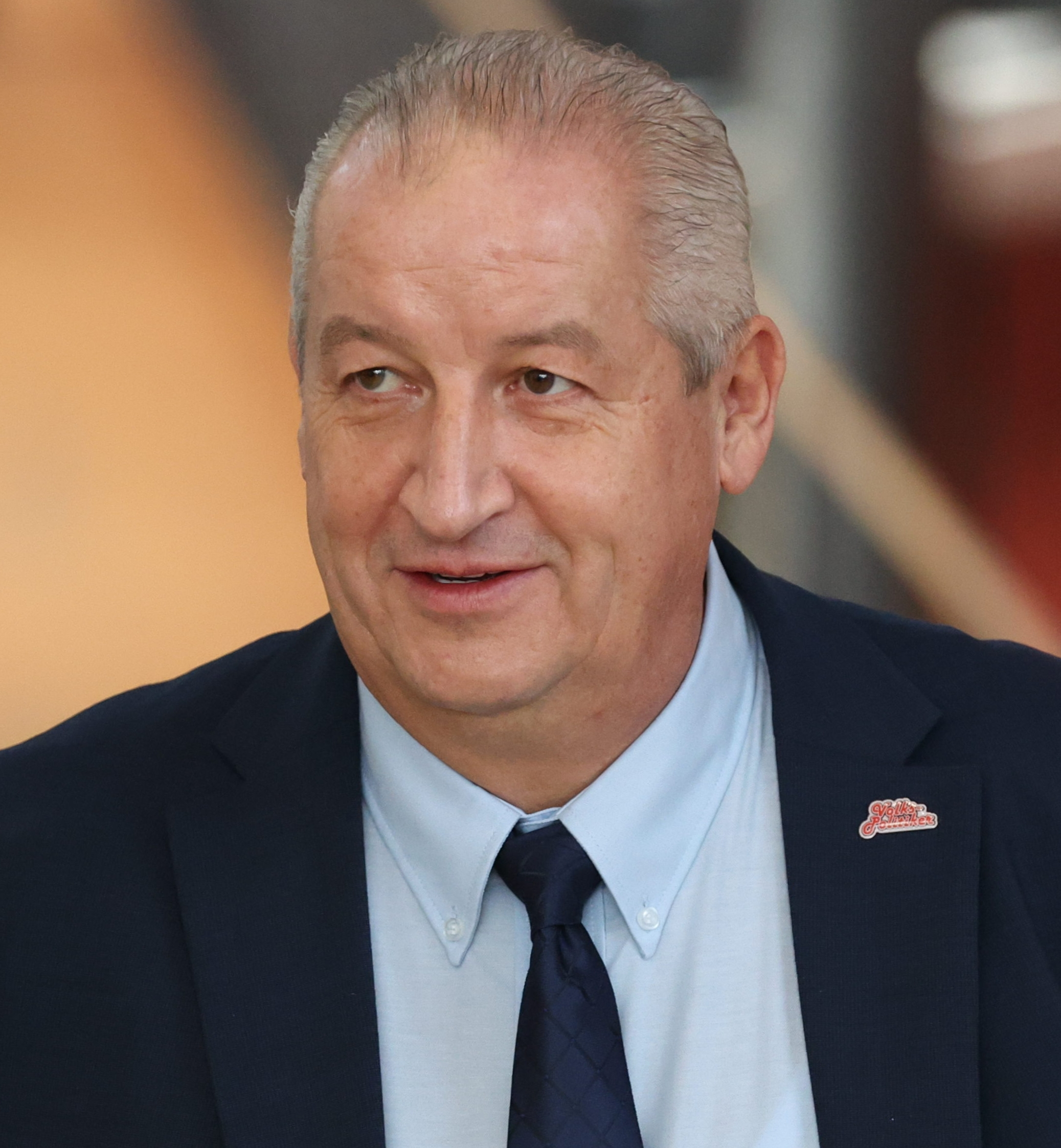
Mike Moncsek (2024)

Mike Moncsek (* 8. August 1964 in Freiberg) ist ein deutscher Politiker (AfD) und war von 2021 bis 2025 Mitglied des Deutschen Bundestages. Seit 2024 ist er Mitglied des Sächsischen Landtags.

## Leben
Nach Abschluss der Polytechnischen Oberschule war er als Mechaniker im KfZ-Handwerk und Regionalleiter Vertrieb für die Automobilindustrie tätig. Moncsek wohnt in Oberschöna im Landkreis Mittelsachsen und ist Vater von drei Kindern.

## Politik
Vor seiner Wahl in den Bundestag war Moncsek als Kreisrat in Mittelsachsen für die AfD tätig. Er gehört dem Gemeinderat seines Wohnorts Oberschöna an.
2020 bewarb Moncsek sich für das Amt des Bürgermeisters der Stadt Augustusburg. Im ersten Wahlgang erreichte er 10,4 % der Stimmen und unterlag deutlich dem Amtsinhaber Dirk Neubauer (parteilos), der die absolute Mehrheit erreichte.
Moncsek gewann bei der Bundestagswahl 2021 mit 28,9 Prozent der Erststimmen das Direktmandat im Bundestagswahlkreis Chemnitzer Umland – Erzgebirgskreis II.
Bei der Landtagswahl in Sachsen 2024 gewann Moncsek mit 34,6 Prozent der Erststimmen das Direktmandat im Wahlkreis Zwickau 5. Moncsek verzichtete deshalb auf eine Kandidatur für die Bundestagswahl 2025.

## Positionen
Moncsek sei laut eigenen Angaben 2015 im Zuge der Flüchtlingskrise in Deutschland aufgrund von negativen persönlichen Erfahrungen mit Geflüchteten in die AfD eingetreten. Trotz sinkender Flüchtlingszahlen werde zu wenig an den Grenzen kontrolliert. Er „habe nichts dagegen, wenn Leute hierherkommen, aber sie müssen dem Sozialprodukt dienlich sein“, so Moncsek im Gespräch mit der Zeitung Freie Presse. Moncsek möchte im Bundestag für den langfristigen Erhalt des Dieselmotors sowie für die Stärkung von Mittelstand und Individualtourismus eintreten.